# خورخي بولانوس
خورخي بولانوس هو لاعب كرة قدم إكوادوري في مركز الوسط، ولد في 26 أغسطس 1944 في غواياكيل في الإكوادور، وتوفي بنفس المكان في 24 مايو 1996. شارك مع منتخب الإكوادور لكرة القدم. أما مع النوادي، فقد لعب مع نادي إيميلك ونادي برشلونة.